# 九十九島 (松山市)
九十九島（くじゅうくしま）は、愛媛県松山市の松山観光港の沖合いに位置する無人島。地元では「すくもじま」と呼ぶ。「つくもじま」又は「つくもしま」と読ませる資料もある。松山観光港入港の目印ともなっているが防波堤の役目を果たすほど大きくはない。周囲は切り立った崖であるが、上部は比較的なだらかである。全体は低木又は草木に覆われている。近年、鵜の糞害等により樹勢の衰えが目立つため、松山市高浜地区の住民により、植樹活動も行われている。漁業協同組合の所有であり、定期航路はない。